# Мещеріно
Меще́ріно (рос. Мещерино) — селище у складі Ленінського міського округу Московської області, Росія.
Стара назва — Совхоз Мещеріно.

## Населення
Населення — 100 осіб (2010; 548 у 2002).
Національний склад (станом на 2002 рік):
- росіяни — 79 %